# Margarete Buber-Neumann
Margarete Buber-Neumann (født Thüring 21. oktober 1901 i Potsdam, død 6. november 1989 i Frankfurt am Main) var en tysk, politisk skribent. Buber-Neumann var under mellemkrigstiden aktiv i Tysklands kommunistiske parti. I eksil i Sovjetunionen blev hun 1938 arresteret og var i to år fange i Gulag. I 1940 overførtes hun fra Sovjet til Tyskland, hvor hun af nazisterne sattes i koncentrationslejr. Efter anden verdenskrigs afslutning boede hun en tid i Sverige og skrev her bogen Als Gefangene bei Stalin und Hitler (Fånge hos Hitler och Stalin).

## Biografi
Margarete Thüring stammede fra en middelklassefamilie i Potsdam. Som barn hadede hun sin tyranniske far, der tidligt vakte hendes sympati med alle undertrykte. Hun fik støtte fra sin liberale, kultiverede mor. Under første verdenskrig blev Buber-Neumann politisk aktiv og satte sit håb til en kommende verdensrevolution. Tyve år gammel, i 1921, kom hun med i det tyske kommunistparti KDP. Hun uddannede sig til lærerinde, men viede sig i større grad til undergrundsarbejde for KDP, hvor hun mødte og giftede sig med Rafael Buber, søn af den jødiske filosof Martin Buber. Parret blev skilt i 1929, og deres to døtre, der først boede hos moren, senere hos farens forældre, måtte senere som halvt jødiske flygte til Palæstina efter Hitlers magtovertagelse.  Også her boede de hos Martin Buber og hans kone. Margarete mødte på denne tid Heinz Neumann, en af KDPs centralfigurer og direkte involveret i de kantonesiske bønders og arbejderes oprør i Kina. Buber-Neumann blev hans medarbejder; senere giftede de sig og arbejdede sammen for KDP i Tyskland, Spanien og Frankrig; men ideologiske modsætninger indad i partiet, en voksende antikommunisme og Hitlers fremmarch tvang dem til at flygte til Moskva i 1933 under falske navne.  I Moskva boede de sammen med mange andre vestlige migranter på Hotel Lux.  Under Stalins store udrensninger blev Neumann arresteret i april 1937 og forsvandt sporløst. I juni 1938 kom turen til hans kone, der blev sendt i lejr i provinsen Karaganda i to år.
I foråret 1940, da Molotov-Ribbentrop-pagten var i kraft, blev Buber-Neumann af den sovjetiske sikkerhedstjeneste NKVD - som hundredvis af andre tyske flygtninge i Moskva - udleveret til Tyskland. SS indsatte hende i koncententrationslejren Ravensbrück, hvor hendes vidnesbyrd fra Stalins helvede isolerede hende fra de andre kommunistiske fanger. Kun den tjekkiske Milena Jesenská, forfatter og ven af Kafka, forstod, for hun havde for længst gennemskuet Stalins politik. "Og der, blandt hadefulde medfanger og pligtopfyldende angivere, udviklede der sig et venskab mellem de to kvinder, der transcenderede det inferno, der omgav dem." I 1950'erne blev Buber-Neumann inviteret til Bergen, hvor hun fortalte fra sit liv, og understregede, at den sovjetiske økonomi stadig afhang af slavearbejde. Hendes hovedanliggende var imidlertid sameksistenspolitikken, i hendes øjne et blændværk, fordi sovjetdiktaturet, som alle diktaturer, i sin natur var aggressivt. Én af bergenserne efterspurgte håbefuldt et alternativ til sameksistenspolitikken. Ellers sad publikum tavse; først 30 år senere så de ud til at forstå, hvad Buber-Neumann den gang havde prøvet at meddele. 
I 1963 udgav hun Kafkas Freundin Milena om sit venskab med Jesenská. Da Margarete Buber-Neumann siden flyttede tilbage til Tyskland, levede hun et ret tilbagetrukket liv som skribent.

## Fange hos Stalin og Hitler
| “ | Denne bog udkom ikke, fordi at jeg ville gøre mig fri af byrden af det oplevede, men fordi jeg anser det for min pligt at lade verden vide, hvor krænkelsen af menneskets værdighed fører hen | ” |

Dette skriver Buber-Neumann i forordet til sin bog om sine erfaringer fra Stalins Gulag og Hitlers koncentrationslejr. Fange hos Stalin og Hitler er en usentimental, men gribende skildring af det, hun gennemlevede under sine syv år i lejr. Bogen er samtidig en slags rapport over de sovjetiske og nazistiske retssystemers og fangelejrenes brutalitet.

## Forfatterskab
- Margarete Buber-Neumann: Fange hos Stalin og Hitler, København: Schønberg, 1956, oversat af Jørgen Schleimann, på danske biblioteker Arkiveret 9. marts 2014 hos  Wayback Machine, hentet 2014-03-09.
- Margarete Buber-Neumann: Kafkas Freundin Milena; 1963